# Lellingeria pendulina
Lellingeria pendulina là một loài dương xỉ trong họ Polypodiaceae. Loài này được A.R. Sm. & R.C. Moran mô tả khoa học đầu tiên năm 1991.